# Roselliniella coccocarpiae
Roselliniella coccocarpiae är en lavart som först beskrevs av Narcisse Theophile Patouillard, och fick sitt nu gällande namn av Matzer & R. Sant. 1990. Roselliniella coccocarpiae ingår i släktet Roselliniella, ordningen Sordariales, klassen Sordariomycetes, divisionen sporsäcksvampar och riket svampar.   Inga underarter finns listade i Catalogue of Life.